# Самџијон
Самџијон (кор. 삼지연) је град у Демократској Народној Републици Кореји.
Град је свечано отворио врховни вођа Северне Кореје Ким Џонг Ун 3. децембра 2019. године. 

## Историја
Град је настао као резултат грађевинског пројекта севернокорејског лидера Ким Џонг Уна у близини свете планине Паекту, одакле потиче његова породица.

## Идеја
Град Самџијон замишљен је као „социјалистичка утопија“ са новим апартманима, хотелима, скијалиштем и другим комерцијалним, културним и здравственим објектима. Планирано је да се у овај град смести око 4000 породица.

## Географија
Град се налази на северу државе, близу границе са Кином, у подножју планине Паекту. 